# Waasen - Hanság
Waasen - Hanság este o arie protejată (arie de protecție specială avifaunistică — SPA) din Austria întinsă pe o suprafață de 3.006,47 ha, integral pe uscat.

## Localizare
Centrul sitului Waasen - Hanság este situat la coordonatele 47°43′00″N 17°02′00″E / 47.7167°N 17.0333°E.

## Înființare
Situl Waasen - Hanság a fost declarat arie de protecție specială avifaunistică în martie 2008 pentru a proteja 34 de specii de animale.

## Biodiversitate
Situată în ecoregiunea continentală, aria protejată nu include niciun habitat protejat.
La baza desemnării sitului se află mai multe specii protejate de  păsări (34): lăcar-de-mlaștină (Acrocephalus palustris), lăcar-de-rogoz (Acrocephalus schoenobaenus), ciocârlie-de-câmp (Alauda arvensis), acvilă de câmp (Aquila heliaca), ciuf de câmp (Asio flammeus), șorecar încălțat (Buteo lagopus), barză albă (Ciconia ciconia), barză neagră (Ciconia nigra), erete de stuf (Circus aeruginosus), erete vânăt (Circus cyaneus), erete cenușiu (Circus pygargus), prepeliță (Coturnix coturnix), cristeiul de câmp (Crex crex), șoim dunărean (Falco cherrug), șoim de iarnă (Falco columbarius), vânturel de seară (Falco vespertinus), becațină comună (Gallinago gallinago), codalb (Haliaeetus albicilla), sfrâncioc roșiatic (Lanius collurio), sfrâncioc mare (Lanius excubitor), grelușelul-de-tufiș (Locustella fluviatilis), Locustella naevia, privighetoare (Luscinia megarhynchos), gușă albastră (Luscinia svecica), codobatura galbenă (Motacilla flava), culic mare (Numenius arquata), dropie (Otis tarda), cresteț pestriț (Porzana porzana), mărăcinar (Saxicola rubetra), mărăcinar negru (Saxicola torquatus), turturică (Streptopelia turtur), silvie porumbacă (Sylvia nisoria), fluierarul cu picioare roșii (Tringa totanus), nagâț (Vanellus vanellus).
Pe lângă speciile protejate, pe teritoriul sitului au mai fost identificate 1 specie de mamifere.